# سليمان طوقان
سليمان عبد الرزاق طوقان (ولد عام 1893 في السلط - قتل عام 1958 في بغداد) سياسي فلسطيني أردني. ترأس بلدية نابلس في الأعوام 1925- 1950، وشارك في تأسيس حزب الدفاع. كان عضوا في مجلس الأعيان الأردني، ووزيرا في الحكومات الأردنية في الخمسينيات. تولى عام 1985 منصب وزير دفاع حكومة الاتحاد الهاشمي بين الأردن والعراق، وقتل في بغداد إثر قيام ثورة عبد الكريم قاسم في تموز من نفس العام.

## حياته
درس الحقوق والعلوم العسكرية في إسطنبول. عاد إلى نابلس وأصبح رئيساً للبلدية (1925-1950) من مؤسسي حزب الدفاع الوطني المنافس للحزب العربي. كان يعد آنذاك من الزعامات الفلسطينية المعارضة للمفتي الحاج أمين الحسيني. اتهمه خصومه بأن مواقفه مساومة للإنكليز. وصفته الموسوعة الفلسطينية بأنه (سياسي ورجل دولة فلسطيني- أردني تقليدي). يقول عنه المؤرخ محمد عزة دروزة: "وفي أثناء الإضراب كانت له مواقف قوية أكسبته شعبية وعطفاً وقد اغتر بعد الإضراب بما صار له من هذه الشعبية فتطلع إلى زعامة فلسطين وفرض نفسه ووقف موقف الانتقاد والتهديد بالانشقاق حينما أصرّت اللجنة العربية العليا على عدم التعاون مع اللجنة الملكية. ثم كان من أقوى العوامل على انسحاب ممثلي حزب الدفاع من اللجنة العربية العليا". 
عين بعد ضم الأردن الضفة الغربية عضواً في مجلس الأعيان في الثاني والثالث والرابع والخامس، ثم أصبح نائباً لرئيس المجلس، وشغل منصب وزير للدفاع في الأعوام 1951-1957، ووزير للبلاط في الأعوام 1953-1955. عين حاكماً عسكرياً لثلاثة أشهر من نيسان- تموز 1957.
تولى عام 1958منصب وزير الدفاع في حكومة الاتحاد الهاشمي الذي جمع النظامين الملكيين في العراق والأردن، وقتل في بغداد إثر قيام ثورة عبد الكريم قاسم في تموز من نفس العام.